# سیندرلا ۲: رؤیاها به حقیقت می‌پیوندند
سیندرلا ۲: رؤیاها به حقیقت می‌پیوندند (انگلیسی: Cinderella II: Dreams Come True) فیلمی در ژانر کمدی است که در سال ۲۰۰۲ منتشر شد.

## خلاصه داستان
این انیمیشن زندگی خوب و شاد «سیندرلا» پس از پرنسس شدن را در سه داستان مختلف به همراه پری مهربان روایت می‌کند…